# Wahlbezirk Kärnten 7
Der Wahlbezirk Kärnten 7 war ein Wahlkreis für die Wahlen zum Abgeordnetenhaus im österreichischen Kronland Kärnten. Der Wahlbezirk wurde 1907 mit der Einführung der Reichsratswahlordnung geschaffen und bestand bis zum Zusammenbruch der Habsburgermonarchie.

## Geschichte
Nachdem der Reichsrat im Herbst 1906 das allgemeine, gleiche, geheime und direkte Männerwahlrecht beschlossen hatte, wurde mit 26. Jänner 1907 die große Wahlrechtsreform durch Sanktionierung von Kaiser Franz Joseph I. gültig. Mit der neuen Reichsratswahlordnung schuf man insgesamt 516 Wahlbezirke, wobei mit Ausnahme Galiziens in jedem Wahlbezirk ein Abgeordneter im Zuge der Reichsratswahl gewählt wurde. Der Abgeordnete musste sich dabei im ersten Wahlgang oder in einer Stichwahl mit absoluter Mehrheit durchsetzen. Der Wahlkreis Kärnten 7 umfasste die Gerichtsbezirke Feldkirchen, Rosegg und Millstatt.
Aus der Reichsratswahl 1907 ging aus der Stichwahl Karl Kirchmayer als Sieger hervor. Bei der Reichsratswahl 1911 setzte sich sein Parteikollege Hans Hofer durch.

## Wahlergebnisse

### Reichsratswahl 1907
Die Reichsratswahl 1907 wurde am 14. Mai 1907 (erster Wahlgang) sowie am 23. Mai 1907 (Stichwahl) durchgeführt.

#### Erster Wahlgang
| Kandidat                                                                    | Partei                             | Wahlkreis- stimmen | Stimmen- anteil |
| --------------------------------------------------------------------------- | ---------------------------------- | ------------------ | --------------- |
| Alexander Pupovac                                                           | Christlichsoziale Partei           | 2237               | 41,3 %          |
| Karl Kirchmayr                                                              | Deutsche Volkspartei               | 2202               | 40,7 %          |
| Wilhelm Eich                                                                | Sozialdemokratische Arbeiterpartei | 962                | 17,8 %          |
| Sonstige                                                                    |                                    | 13                 | 0,2 %           |
| Wahlberechtigte: 6889, Ungültige/Leere Stimmen: 57, Wahlbeteiligung: 79,4 % |                                    |                    |                 |

#### Stichwahl
| Kandidat                                                              | Partei                   | Wahlkreis- stimmen | Stimmen- anteil |
| --------------------------------------------------------------------- | ------------------------ | ------------------ | --------------- |
| Karl Kirchmayr                                                        | Deutsche Volkspartei     | 2869               | 54,6 %          |
| Alexander Pupovac                                                     | Christlichsoziale Partei | 2390               | 45,4 %          |
| Wahlberechtigte: 6889, Ungültige Stimmen: 26, Wahlbeteiligung: 76,7 % |                          |                    |                 |

### Reichsratswahl 1911
Die Reichsratswahl 1911 wurde am 13. Juni 1911 (erster Wahlgang)  sowie am 20. Juni 1911 (Stichwahl) durchgeführt.
| Kandidat                                                                    | Partei                             | Wahlkreis- stimmen | Stimmen- anteil |
| --------------------------------------------------------------------------- | ---------------------------------- | ------------------ | --------------- |
| Hans Hofer                                                                  | Deutsche Volkspartei               | 1750               | 45,7 %          |
| Josef Gabriel                                                               | Sozialdemokratische Arbeiterpartei | 1453               | 37,9 %          |
| Moser                                                                       | Christlichsoziale Partei           | 624                | 16,3 %          |
| Sonstige                                                                    |                                    | 5                  | 0,1 %           |
| Wahlberechtigte: 7124, Ungültige/Leere Stimmen: 23, Wahlbeteiligung: 54,1 % |                                    |                    |                 |

#### Stichwahl
| Kandidat                                                              | Partei                             | Wahlkreis- stimmen | Stimmen- anteil |
| --------------------------------------------------------------------- | ---------------------------------- | ------------------ | --------------- |
| Hans Hofer                                                            | Deutsche Volkspartei               | 2505               | 54,9 %          |
| Josef Gabriel                                                         | Sozialdemokratische Arbeiterpartei | 2060               | 45,1 %          |
| Wahlberechtigte: 7124, Ungültige Stimmen: 42, Wahlbeteiligung: 64,7 % |                                    |                    |                 |